# Чемпионат мира по футболу ConIFA
Чемпионат мира по футболу ConIFA (англ. ConIFA World Football Cup) — международный футбольный турнир, проводимый организацией Confederation of Independent Football Associations (ConIFA) для команд, являющихся её членами. Иногда в СМИ турнир, ошибочно, именуется как «чемпионат мира по футболу среди команд непризнанных государств». Проходит с периодичностью раз в два года. Турнир фактически заменил VIVA World Cup, проводившийся организацией NF-Board В июне 2014 года в шведском городе Эстерсунде прошёл первый турнир.

## История

### Первый кубок
Первый чемпионат ConIFA прошёл с 1 по 8 июня 2014 года в шведском Эстерсунде (лен Емтланд). Открытие турнира состоялось 31 мая. В турнире приняли участие 12 сборных. Вначале планировалось, что это будут сборные Абхазии, Ассирии, Дарфура, Занзибара, Курдистана, Лапландии, Нагорно-Карабахской республики, острова Мэн, Окситании, Падании, Тамилии и Южной Осетии. Позже команда Занзибара из-за проблем с получением шведских виз была заменена на сборную графства Ницца. Именно сборная графства Ницца и стала победителем турнира. Второе место заняла сборная острова Мэн, третье — сборная Ассирии.
Параллельно с чемпионатом с 5 по 7 июня в Эстерсунде прошёл фестиваль, посвящённый культуре коренного населения этого региона Швеции — южных саамов.

### Второй кубок
Второй розыгрыш чемпионата ConIFA прошёл в Абхазии с 28 мая по 6 июня 2016 года на двух стадионах — «Динамо» в Сухуме и стадионе имени Даура Ахвледиани в Гагре. Победу одержала Сборная Абхазии, одолевшая по пенальти в финале сборную Пенджаба. Третье место заняла сборная Северного Кипра, одолев Паданию.

## Победители и призёры
| Год            | Хозяин             | Финалисты      | Финалисты     | Финалисты     | Полуфиналисты | Полуфиналисты | Полуфиналисты  |
| Год            | Хозяин             | Чемпион        | Счёт          | 2-е место     | 3-е место     | Счёт          | 4-е место      |
| -------------- | ------------------ | -------------- | ------------- | ------------- | ------------- | ------------- | -------------- |
| 2014           | Лапландия          | Графство Ницца | 0:0 (5:3 пен) | Элан Ванин    | Ассирия       | 4:1           | Южная Осетия   |
| 2016           | Абхазия            | Абхазия        | 1:1 (6:5 пен) | Пенджаб       | Северный Кипр | 2:0           | Падания        |
| 2018           | Барауэ             | Закарпатье     | 0:0 (3:2 пен) | Северный Кипр | Падания       | 0:0 (5:4 пен) | Секейский край |
| 2020 (отменён) | Северная Македония |                |               |               |               |               |                |
| 2024 (отменён) | Курдистан          |                |               |               |               |               |                |